# Goethe-Plakette (Hessisches Ministerium für Wissenschaft und Kunst)

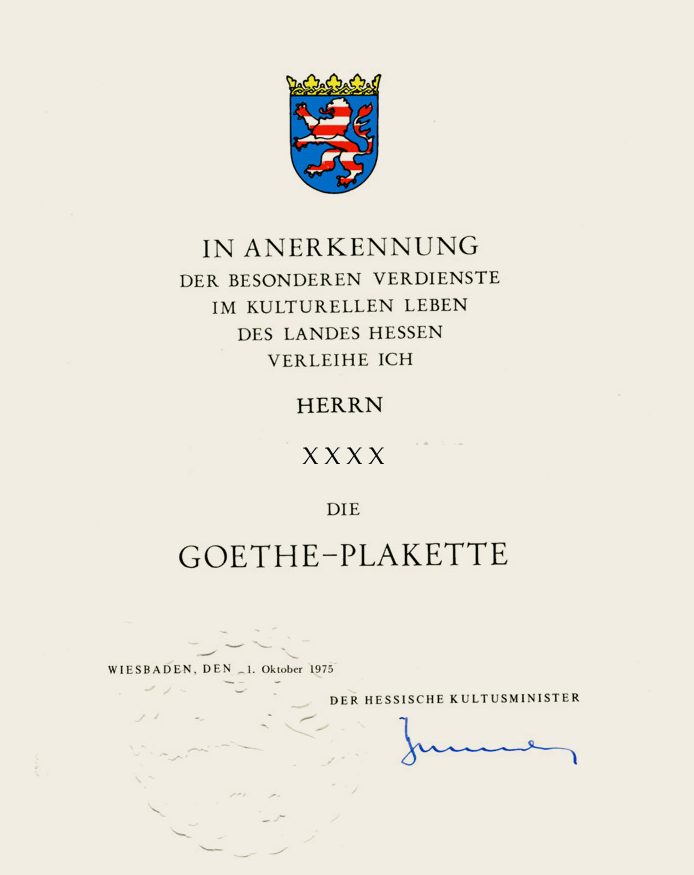
Urkunde zur Goethe-Plakette des Hessischen Kultusministers (1972)

Die Goethe-Plakette ist die höchste Kulturauszeichnung, die das Land Hessen seit 1949 verleiht. Sie wird seit 1984 vom Hessischen Ministerium für Wissenschaft und Kunst (vorher vom Hessischen Kultusministerium) in unregelmäßigen Abständen vergeben und ist undotiert.

## Geschichte
Nach dem Zusammenbruch des nationalsozialistischen Regimes wurde von den Alliierten mit dem Kontrollratsgesetz Nr. 8 Art. IV, vom 30. November 1945 das Tragen von militärischen oder zivilen Orden und Ehrenzeichen in Deutschland verboten.
Dieses generelle Verbot wurde nach der Gründung der Bundesrepublik Deutschland durch das Gesetz Nr. 7 der Alliierten Hohen Kommission vom 21. September 1949 aufgehoben. Noch im gleichen Jahr stiftete der damalige Kultusminister Erwin Stein die Goethe-Plakette als Auszeichnung des hessischen Kultusministeriums. Sie war nach 1945 die erste staatliche Auszeichnung überhaupt.
Die Plakette ist aus Bronze und wurde von dem Bildhauer Robert Bednorz entworfen. Auf der Vorderseite zeigt sie in Seitenansicht ein Kopfporträt von Johann Wolfgang von Goethe. Die Rückseite bildet ein fliegender Adler in symbolisierter Darstellung. Die Plakette wird in einer Schatulle zusammen mit einer Urkunde überreicht.
Die Plakette soll an Personen des öffentlichen oder kulturellen Lebens verliehen werden, die über die Erfordernisse ihres Berufes hinaus die Kunst und Kultur gefördert und geprägt haben und die durch ihr Lebenswerk in besonderer Weise zur kulturellen Entwicklung des Landes Hessen beigetragen haben. Die Träger der Goethe-Plakette werden vom Hessischen Minister für Wissenschaft und Kunst benannt.
Fast 240 Persönlichkeiten haben seit 1949 die Ehrung erhalten.
Die Stadt Frankfurt am Main vergibt neben dem Goethepreis ebenfalls eine Goetheplakette.

## Preisträger (Auswahl)
Zu den Preisträgern gehören unter anderem:
- Johann Hoffmann (1949)
- Lily Hohenstein (1949)
- August Feigel (1950)[2]
- Bruno Stürmer (1952)
- Wilhelm Martin Dienstbach (1953)
- Erwin Piscator (1953)
- Rudolf Asbach (1954)
- Franz Böhm (1954)
- Rudolf Bultmann (1954)
- August Fricke (1954)
- Richard Hamann (1954)
- Wilhelm Köhler (1954)
- Karl Merck (1954)
- Ludwig Metzger (1954)
- Franz Schramm (1954)
- Erwin Stein (1954)
- Karl Ströher (1954)
- Bernard von Brentano (1955)
- Hans Brockhaus (1955)
- Kasimir Edschmid (1955)
- John Gläser (1955)
- Georg Mackensen (1955)
- Georg Muche (1955)
- Friedrich Noack (1955)
- Karl Pfannkuch (1955)
- Otto Ritschl (1955)
- Hermann Schafft (1955)
- Eberhard Schenk zu Schweinsberg (1955)
- Carl Schuricht (1955)
- Minna Specht (1955)
- Wolfgang Steinecke (1955)
- Fritz von Unruh (1955)
- Martin Wagenschein (1955)
- Curt Westermann (1955)
- Eberhard Beckmann (1956)
- Karl Friedrich Borée (1956)
- Fritz Catta (1956)
- Karl Elmendorff (1956)
- Erich Hylla (1956)
- Hermann Kasack (1956)
- Martin Kremer (1956)
- Richard Merton (1956)
- Ferdinand Rothe (1956)
- Albert Wagner (1956)
- Hanna Bekker vom Rath (1957)
- Erich Dombrowski (1957)
- Hertha Genzmer (1957)
- Hermann Heiß (1957)
- Hans Leistikow (1957)
- Kurt Magnus (1957)
- Edgar Schnell (1957)
- Werner Bock (1958)
- Hanns Wilhelm Eppelsheimer (1958)
- Franz Hilker (1958)
- Ferdinand Kramer (1958)
- Louise Langgaard (1958)
- Hermann Pfeiffer (1958)
- Boris Rajewsky (1958)
- Paul Schmitz (1958)
- Franz Karl Delavilla (1959)
- Walther Felix Mueller (1959)
- Otto zur Strassen (1959)
- Arthur Weber (1959)
- Friedrich Bleibaum (1960)
- Eduard Bornemann (1960)
- Reinhold Ewald (1960)
- Adolf Freudenberg (1960)
- Paul Geheeb (1960)
- Adolf Grabowsky (1960)
- Albrecht Kippenberger (1960)
- Fritz Kredel (1960)
- Heinrich Pforr (1960)
- Otto Stückrath (1960)
- Fritz Usinger (1960)
- Luise Berthold (1961)
- William Dieterle (1961)
- Ferdinand Hoff (1961)
- Rudolf Sellner (1961)
- Paul Tillich (1961)
- Julius Wagner (1961)
- Elisabeth Blochmann (1962)
- Arnold Bode (1965)
- Werner Haftmann (1965)
- Fritz Winter (1965)
- Nora Platiel (1966)
- Wilhelm Schoof (1966)
- Hans Freyer (1967)
- Arthur Hübscher (1967)
- Hans Schmidt (1967)
- Dolf Sternberger (1967)
- Gerhard F. Hering (1968)
- Wilhelm Strahringer (1968)
- Frank Thiess (1968)
- Jella Lepman (1969)
- Max Horkheimer (1970)
- Karl Gerold (1971)
- Marie Luise Kaschnitz (1971)
- Karl Ernst Demandt (1973)
- Werner Hess (1974)
- Karl Branner (1975)
- Karl Krolow (1975)
- Peter Ludwig (1975)
- Philipp Mohler (1975)
- Richard Baum (1976)
- Harro Dicks (1976)
- August Straub (1976)
- Alfred Schneider (1977)
- Ernst Krenek (1978)
- Kurt Hessenberg (1979)
- Irmgard von Lemmers-Danforth (1980)
- Christine Brückner (1982)
- Walter Heinemeyer (1982)
- Erich Herzog (1982)
- Leo Löwenthal (1982)
- Albert Richard Mohr (1982)
- Siegfried Heinrich (1983)
- Elsie Kühn-Leitz (1984)
- Ilse Langner (1984)
- Hilmar Hoffmann (1985)
- Clemens Köttelwesch (1985)
- Hans Ulrich Engelmann (1986)
- Otto Kasten (1987)
- Siegfried Köhler (1987)
- Fritz Ebner (1992)
- Wolfgang Mitter (1992)
- Hans-Dieter Resch (1992)
- Jan Holschuh (1993)
- Wolfgang Köhler (1993)
- Hans Drewanz (1994)
- Claus Leininger (1994)
- Kurt Steinel (1994)
- Georg Hensel (1995)
- Eitel Oskar Höhne (1995)
- Peter Iden (1995)
- Gisela Brackert (1997)
- Ina-Maria Greverus (1997)
- Wolf-Arno Kropat (1997)
- Tyron Montgomery (1997)
- Thomas Stellmach (1997)
- Willi Ziegler (1998)
- Barbara Scheuch-Vötterle (1999)
- Wilhelm Nils Fresenius (2000)
- Ulrich Reuling (2000)
- Kurt Leo Shell (2000)
- Helen Bonzel (2001)
- Thomas Messer (2001)
- Michael Herrmann (2002)
- Bernd Krimmel (2002)
- Werner Brans (2003)
- Leo Karl Gerhartz (2003)
- Eva Demski (2004)
- Wolfram Nicol (2005)
- Hans Hollmann (2006)
- Emil Mangelsdorff (2006)
- Wolfgang Seeliger (2006)
- Margareta Dillinger (2007)
- Johnny Klinke (2007)
- Martin Lutz (2007)
- Solf Schaefer (2007)
- Werner Wunderlich (2007)
- Hermann Zapf (2007)
- Fritz-Rudolf Herrmann (2008)
- Michael Hocks (2008)
- Eike Wilm Schulte (2008)
- Udo Henke (2010)
- Paulus Böhmer (2011)
- Egon Schallmayer (2011)
- Heiner Boehncke (2012)
- Dieter Buroch (2012)
- Claus Helmer (2012)
- Alexander U. Martens (2012)
- Jürgen Schmid (2012)
- Silvia Tennenbaum (2012)
- Bernd Groner (2012)
- Hans Medler (2013)
- Rudolf Knappe (2013)
- Manfred Beilharz (2014)
- Rolf Kissel (2015)
- Bernd Heidenreich (2015)
- Max Hollein (2016)
- Fritz Deppert (2017)
- Frank Brabant (2018)
- Reimer von Essen (2019)
- Werner Kleinkauf (2019)
- Otto-Herman Frey (2020)
- Ursula Braasch-Schwersmann (2020)
- Ursula Jungherr (2022)
- Birgit Kümmel (2022)
- Karl Max Einhäupl (2023)
- Maja Wolff (2024)[3]